# Aire d'attraction d'Étaples - Le Touquet-Paris-Plage
L'aire d'attraction d'Étaples - Le Touquet-Paris-Plage est un zonage d'étude défini par l'Insee pour caractériser l’influence de la commune d'Étaples sur les communes environnantes.

### Carte

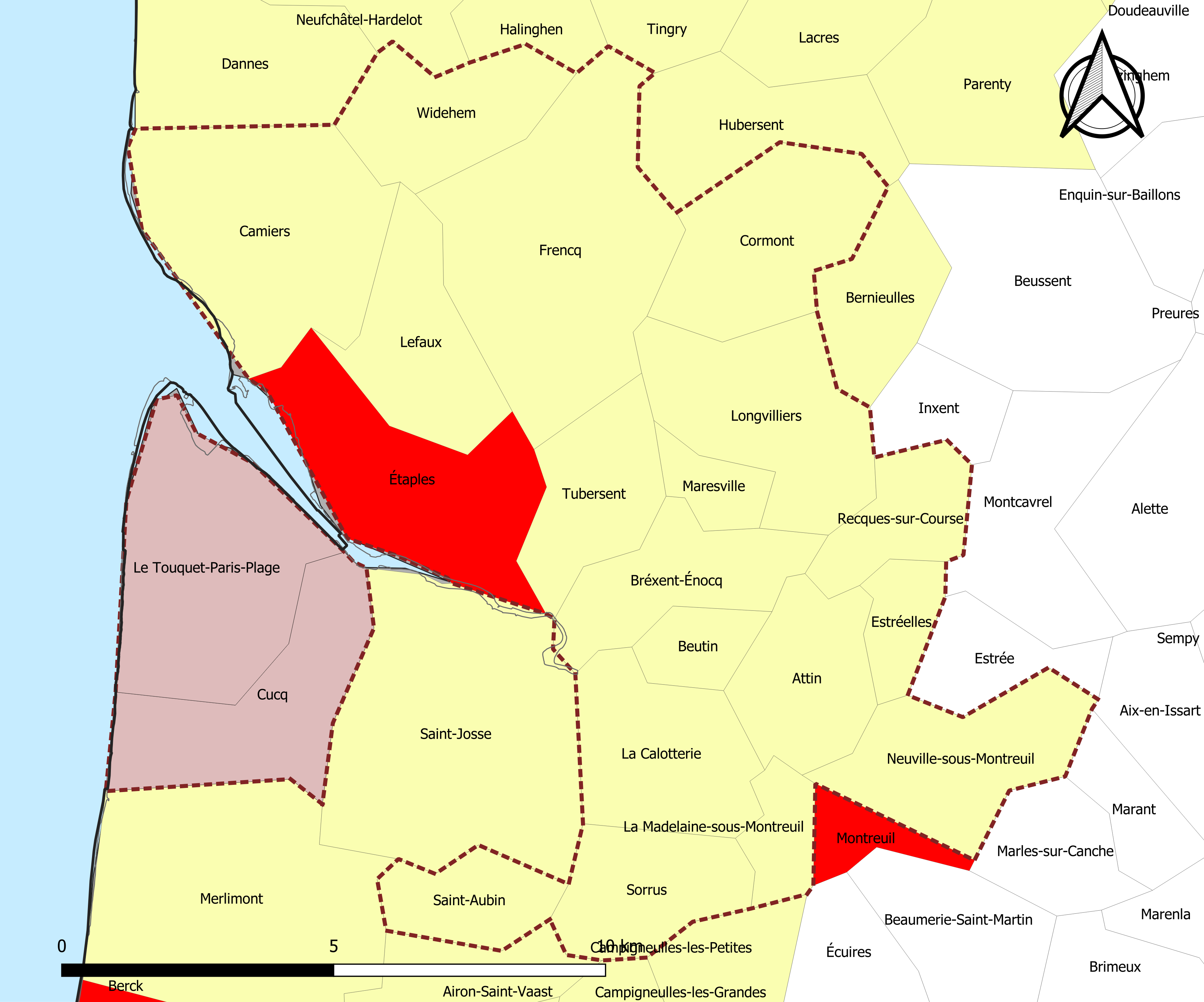
Carte de l'aire d'attraction d'Étaples - Le Touquet-Paris-Plage.
Commune-centre
Commune du pôle principal
Commune de la couronne

## Définition
L'aire d'attraction d'une ville est composée d’un pôle, défini à partir de critères de population et d’emploi ainsi que d’une couronne constituée des communes dont au moins 15 % des actifs travaillent dans le pôle. Le pôle d’attraction constitue ainsi un point de convergence des déplacements domicile-travail,.

## Géographie
L’aire d'attraction d'Étaples - Le Touquet-Paris-Plage est une aire intra-départementale qui comporte 21 communes dans le Pas-de-Calais. 

### Composition communale
| Nom                         | Code Insee | Département   | Statut                    | Superficie (km2) | Population (dernière pop. légale) | Densité (hab./km2) | Modifier                                    |
| --------------------------- | ---------- | ------------- | ------------------------- | ---------------- | --------------------------------- | ------------------ | ------------------------------------------- |
| Étaples (commune-centre)    | 62318      | Pas-de-Calais | commune-centre            | 12,95            | 10 693 (2022)                     | 826                | modifier les données · modifier les données |
| Cucq                        | 62261      | Pas-de-Calais | commune du pôle principal | 13,16            | 5 165 (2022)                      | 392                | modifier les données · modifier les données |
| Le Touquet-Paris-Plage      | 62826      | Pas-de-Calais | commune du pôle principal | 15,31            | 4 223 (2022)                      | 276                | modifier les données · modifier les données |
| Attin                       | 62044      | Pas-de-Calais | commune de la couronne    | 6,70             | 864 (2022)                        | 129                | modifier les données · modifier les données |
| Beutin                      | 62124      | Pas-de-Calais | commune de la couronne    | 3,00             | 434 (2022)                        | 145                | modifier les données · modifier les données |
| Bréxent-Énocq               | 62176      | Pas-de-Calais | commune de la couronne    | 7,27             | 639 (2022)                        | 88                 | modifier les données · modifier les données |
| La Calotterie               | 62196      | Pas-de-Calais | commune de la couronne    | 9,48             | 586 (2022)                        | 62                 | modifier les données · modifier les données |
| Camiers                     | 62201      | Pas-de-Calais | commune de la couronne    | 16,13            | 2 633 (2022)                      | 163                | modifier les données · modifier les données |
| Cormont                     | 62241      | Pas-de-Calais | commune de la couronne    | 9,71             | 309 (2022)                        | 32                 | modifier les données · modifier les données |
| Estréelles                  | 62315      | Pas-de-Calais | commune de la couronne    | 3,18             | 343 (2022)                        | 108                | modifier les données · modifier les données |
| Frencq                      | 62354      | Pas-de-Calais | commune de la couronne    | 19,81            | 899 (2022)                        | 45                 | modifier les données · modifier les données |
| Lefaux                      | 62496      | Pas-de-Calais | commune de la couronne    | 8,25             | 222 (2022)                        | 27                 | modifier les données · modifier les données |
| Longvilliers                | 62527      | Pas-de-Calais | commune de la couronne    | 10,99            | 255 (2022)                        | 23                 | modifier les données · modifier les données |
| La Madelaine-sous-Montreuil | 62535      | Pas-de-Calais | commune de la couronne    | 2,46             | 148 (2022)                        | 60                 | modifier les données · modifier les données |
| Maresville                  | 62554      | Pas-de-Calais | commune de la couronne    | 2,46             | 94 (2022)                         | 38                 | modifier les données · modifier les données |
| Neuville-sous-Montreuil     | 62610      | Pas-de-Calais | commune de la couronne    | 8,82             | 633 (2022)                        | 72                 | modifier les données · modifier les données |
| Recques-sur-Course          | 62698      | Pas-de-Calais | commune de la couronne    | 4,83             | 268 (2022)                        | 55                 | modifier les données · modifier les données |
| Saint-Aubin                 | 62742      | Pas-de-Calais | commune de la couronne    | 4,54             | 278 (2022)                        | 61                 | modifier les données · modifier les données |
| Sorrus                      | 62799      | Pas-de-Calais | commune de la couronne    | 6,79             | 943 (2022)                        | 139                | modifier les données · modifier les données |
| Tubersent                   | 62832      | Pas-de-Calais | commune de la couronne    | 6,90             | 576 (2022)                        | 83                 | modifier les données · modifier les données |
| Widehem                     | 62887      | Pas-de-Calais | commune de la couronne    | 7,20             | 247 (2022)                        | 34                 | modifier les données · modifier les données |

## Démographie
Cette aire est catégorisée dans les aires de moins de 50 000 habitants, une catégorie qui regroupe 12,2 % de la population au niveau national,.